# 武田グローバル本社

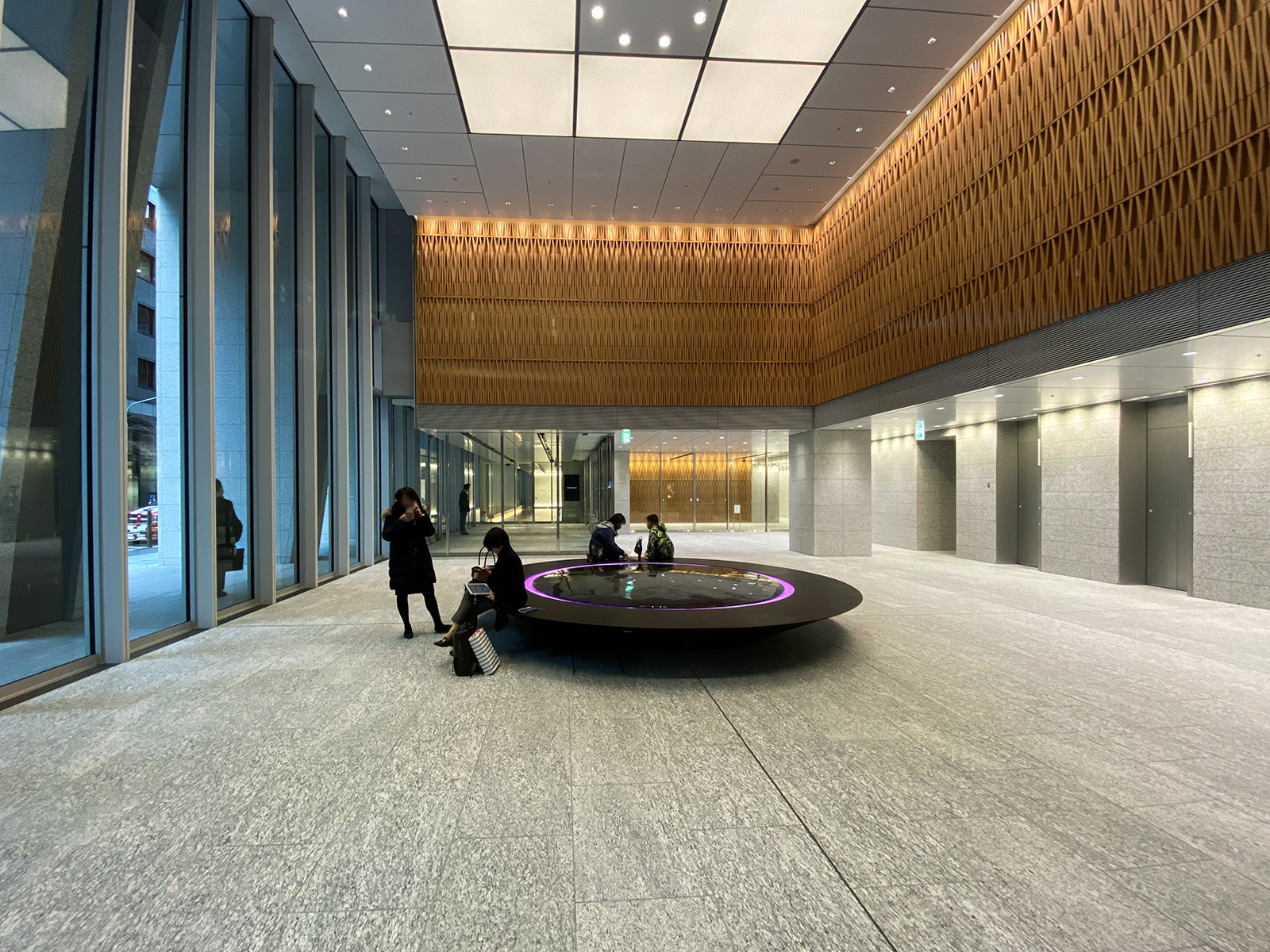
オフィスロビー

武田グローバル本社（たけだグローバルほんしゃ）は、東京都中央区日本橋本町に所在する超高層ビルである。武田薬品工業が東京本社機能を置く。

## 立地
大阪の道修町で創業した武田薬品工業は、本ビル建設以前は中央区日本橋二丁目の東京武田ビルに東京本社機能を有していた。東京武田ビルの老朽化や地震への対応から、明治時代より武田薬品が東京での拠点を置いていた日本橋本町への移転を決定した。新社屋の建設は武田薬品、武田薬品不動産、三井不動産の三者共同で進められ、2015年2月6日に「（仮称）新東京武田ビル」を着工。約3年の工期を経て、2018年3月20日に竣工。同年7月2日にオープンした。総工費は618億円であった。登記上の本店は従来通り、大阪・道修町の「武田御堂筋ビル」に置く。東京武田ビルと武田新江戸橋ビルは髙島屋に売却され、東京武田ビルは「高島屋グループ本社ビル タケダビル」、武田新江戸橋ビルは「髙島屋グループ本社第2ビル」として高島屋のグループ会社の本社や日本橋店の事務所等に使用されている。
中央通りから東、日本橋室町野村ビルを隔てた一角に位置し、最寄駅は東京メトロ銀座線三越前駅、JR総武快速線新日本橋駅となる。本ビル南側には、三井不動産が中心となって進めてきた「日本橋本町二丁目特定街区開発計画」に基づく広場空間「福徳の森」と福徳神社の社殿が2016年に完成した。日本橋本町は江戸時代から薬問屋が多く集まる街であり、薬祖神社が近隣の東京薬事協会事務所屋上から福徳の森に移された。

## 建築
地下4階・地上24階建てで、4階より上のフロアは武田薬品のオフィス。地下1階から地上2階にかけてはスポーツクラブ「ティップネス」 や台湾茶の店「貢茶」、飲食スペースを有する「はせがわ酒店」 など社外の者も利用できるテナントが入る。
クリエイティブディレクターの佐藤可士和のデザインによる、木材をふんだんに使用した内装と、「生きる力」をテーマにして『生』『水』『光』『土』『木』『人』『絆』『未来』の8つの漢字をモチーフにしたアートが特徴である。2019年4月には、1階ロビーに幅10mのLEDモニターで「生命とカラダ」に関するコンテンツを上映する「武田ライフシアター」が完成した。